# Огромнов, Пётр Владимирович
Пётр Владимирович Огромнов — советский хозяйственный и политический деятель.

## Биография
Родился в 1911 году. Член КПСС с 1943 года.
До 1954 года — инженерный и партийный работник в организациях химического приборостроения города Ленинграда.
За работу в области приборостроения был в составе коллектива удостоен Сталинской премии за выдающиеся изобретения и коренные усовершенствования методов производственной работы 1951 года.
В 1954—1959 гг. — первый секретарь Ждановского райкома КПСС города Ленинграда..
Делегат XX и XXI съездов КПСС.
В 1960—1962 гг. — заместитель председателя Ленинградского горисполкома.
В 1962—1971 гг. — заместитель директора, директор Всесоюзного научно-исследовательского, проектно-конструкторского и технологического аккумуляторного института.
С 1971 года — персональный пенсионер союзного значения.
Умер после 1971 года в Ленинграде.

## Награды
- Орден Ленина (21.07.1957)